# Liga de la Justicia: Task Force
La Justice League: Task Force (en español, Liga de la Justicia: Fuerza de Trabajos, abreviando, JLTF) fue un spin-off derivado de la serie cancelada de la Liga de la Justicia Europa que era publicada por la editorial DC Comics entre junio de 1993 hasta agosto de 1996, durante un total de 37 números. Fue el momento en que la Liga de la Justicia fue presentada en tres series distintas: Liga de la Justicia de América, Liga de la Justicia Europa (JLE) y la Liga de la Justicia trimestral. (JLQ), La serie Liga de la Justicia Europa, que duró desde abril de 1989 hasta mayo de 1993. Como JLE, este equipo se llevó a cabo por parte de las Naciones Unidas bajo una carta de autorización que sancionó sus actividades. De hecho, JLTF estaba compuesta por varios miembros de la anterior JLE. El equipo fue llamado a la acción por Hannibal Martin, un representante de la ONU. Pidió que el Detective Marciano seleccionase a un "equipo de ataque" con base a sus compañeros de los miembros de la Liga original y "los llevaría a misiones muy especiales".

## Historia

### Equipo Creativo
Debido a la variada naturaleza de las misiones del Task Force, eran empleados, tanto en la versatilidad del concepto, por lo que varios escritores y artistas figuraban en este título. Hasta la edición #13 la mayoría de los escritores, escribió apenas un máximo de tres historias (aunque el creador de la serie David Michelinie sólo escribió los tres primeros arcos argumentales de la historia, aunque por error de imprenta en la portada de la edición #5 se le atribuye la historia, aunque en realidad fue escrita por Denny O'Neil ), que cambió cuando llegó Mark Waid, escribiendo la Liga de la Justicia: Task Force ocho historias y cambiando el concepto de lo que en última instancia, llegaría a ser. Sus últimos números fueron coescritos con Christopher Priest, quien llegó en la edición #18 y escribió el título hasta su cancelación en el #37.
Al igual que en el papel de los escritores, los pocos dibujantes se quedaron atrapados por más de una o dos historias, con excepción de Sal Velluto, que, junto a David Michelinie escribió el cómic, y delineó los 22 títulos. La otra única serie regular hecha por el artista Ramón Bernardo, que dibujó nueve historias en total dibujó el título de los últimos números.

## Biografía

### Afiliaciones
Debido a que el equipo de la Liga de la Justicia: Task Force había una variable del equipo de parejas, no había un número definido de miembros estables, además el Detective Marciano y Gypsy, que (a excepción en la edición #9 en el caso de Gypsy) apareció en todos los temas de la serie. Otros miembros que se hicieron apariciones regulares fueron Triumph, Ray, L Ron-(con el cuerpo de Despero) y Mystek.

#### Miembros por una misión
- Aquaman[5]
- Batman/Azrael (Jean-Paul Valley)[6]
- Batman (Bruce Wayne)[6]
- Bloodwynd[7]
- Booster Gold[7]
- Dolphin[8]
- Geist[9]
- Green Arrow (Oliver Queen)[6]
- Joe Public[9]
- Hourman (Rex Tyler)[10]
- Krag
- Lionheart[7]
- Loose Canon[9]
- Máxima[8]
- Nightwing (Dick Grayson)[5]
- Robin (Tim Drake)[6]
- Seneca[11]
- Vixen[8]

#### Hasta cinco misiones
| - Canario Negro (Laurel Dinah Lance) - Blue Beetle - Tigre de Bronce - Capitán Atom - Crimson Fox - Doctora Luz - Damage - Elongated Man - Fuego | - Flash (Wally West) - Máxima - Maya - Metamorpho - Power Girl - Demonio de Tasmania - Osiris I - Thunderbolt (Peter Cannon) - Mujer Maravilla |

#### Más de cinco misiones
| - Gypsy - L-Ron (En el cuerpo de Despero) - Martian Manhunter | - Mystek - Ray ( Ray Terrill) - Triumph |

### El comienzo
El comienzo
La primera misiónque tiene este nuevo equipo de Liga de la Justicia fue la preocupación la detención de un grupo de rebeldes, liderados por Rafael Sierra, que planeaban asesinar al presidente Sanobel Enrique Ramos. Contando con la ayuda del conde Jeremy Glass, produciendo un proyecto de un superláser que hace que "la muerte sea proyectada hasta kilómetros de distancia", siendo un dispositivo que los rebeldes se resisten a usar. Nightwing es asignado por Aníbal Martin para detener a Sierra por su cuenta. Mientras tanto, el Task Force se dedica a detener a los rebeldes. Durante una lucha que se precipitó en el palacio, Ramos se apresura para apagar el superláser y encuentra a Nightwing mira, pero, en una crisis de conciencia, el superhéroe no se puede apretar el gatillo. En última instancia, Ramos destruye la máquina, pero a costa de su propia vida. Así termina la primera historia, Rafael Sierra se convierte en presidente, y Martin revela que él había seleccionado a Nightwing porque él sabía que un héroe nunca mataría, teniendo la intención de prever que Nightwing iba a fracasar. Nightwing y Flash dejan al equipo con mucho disgusto.
Luego, la siguiente misión es escogida Gypsy a ir a una misión en solitario en el #4, en la que ella y el Detective Marciano (que sigue a Gypsy) ella misma derrota a Saar, la Eterna. Después el equipo se involucra con la saga Knightquest, en la ayudan a Bruce Wayne en la búsqueda del Dr. Kinsolving y de Jack Drake (padre de Tim Drake, el tercer Robin. El próximo equipo incluyó una membresía femenina de tiempo completo (incluyendo un cambio de forma del Detective Marciano) con el fin de salvar la vida de Henry R. Haggard, que lleva con él un virus mortal, de una tribu de mujeres salvajes. El Detective Marciano se enfrenta a más problemas cuando dos héroes de la New Blood, Joe Public y Geist buscan a su mentor, pero al final de la historia, en la edición #9, hacen revocar su membresía en la Liga, asegurando que no están hecho para ser superhéroes.
A continuación, la Nación Aryan planearía lanzar un virus que mataría a cualquier no- Aryan en Norteamérica. La Liga es capaz de infiltrarse en el grupo, pero pronto se ve comprometida cuando uno los miembros de la Nación reconoce a Peter Cannon, alias Thunderbolt. La Liga finalmente logra escapar con la ayuda de Hourman (Rex Tyler) y evitan que el virus se propague. Después de la misión, Aníbal Martin revela el retorno de L-Ron, todavía inhabilitado en el cuerpo del viejo enemigo del Detective Marciano, Despero, para advertir al equipo de se avecina una amenaza proveniente del Overmaster. Poco después, la Liga de la Justicia en conjunto se enfrenta al Overmaster, que mata a la superheroína de Hielo en Liga de la Justicia: Task Force #14. Durante el asalto a la ciudadela del Overmaster, Gypsy se queda atrás en un terreno baldío del ártico así como el equipo principal del grupo forjado que van adelante, llevándola a dejar el equipo después de la batalla. El Task Force se ve envuelto en crisis de la Hora Cero, y Triumph, un héroe que había revivido, le muestran haber sido miembro fundador de la Liga de la Justicia originalmente apareciendo y se uniéndose al equipo. Después de Hora Cero, el Detective Marciano y L-Ron deciden montar un nuevo grupo, por lo que el Task Force se convierte en un campo de entrenamiento para los nuevos héroes, y el equipo estará formado por sí mismos, con Triumph, Ray y con el regreso de Gypsy.

### Un nuevo equipo un nuevo propósito
El nuevo equipo aparentemente encajaba muy bien juntos, pero tuvieron problemas para conciliar Gypsy con el hecho de que Despero en el equipo no es el Despero que mató a sus padres. A medida que entrenan juntos, se les llama para ayudar a Vandal Savage, cuyo suministro de partes de cuerpos y de órganos de reemplazo han sido robados. Son capaces de descubrir al autor, pero no permitirían que Vandal Savage la matara, ganándoles de paso su ira mientras el destruye su cuartel general. Los temores de Gypsy son latentes añadiendo también que ella y el equipo de Baron Űman von Mauler, habían creído que Gypsy era su esposa que había muerto hace tiempo llamada Nakia. Por poco lo vence, y procede a abrirse rumbo a Rumania, dejando tras de sí a sus compañeros de equipo. Con el tiempo termina con Tigre de Bronce ocupando su lugar, donde el Detective Marciano le pide unirse al equipo.
Durante este lapso, Christopher Priest estableció un fragmento al léxico a la serie: «el sándwich de atún». Al debatise la inteligencia Vandal Savage, Triumph afirmó que Vandal Savage era un súper genio, no un sándwich de atún. A lo largo de la serie, "sándwich de atún" se convirtió en un eufemismo para alguien de poca inteligencia.